# Großsölk
Großsölk est une ancienne commune autrichienne du district de Liezen en Styrie.